# Anders Olsson (Eishockeytrainer)
Anders Olsson (* 16. Mai 1975 in Göteborg) ist ein ehemaliger schwedischer Eishockeytorhüter und heutiger -trainer, der seit der Saison 2024/25 Cheftrainer des HC Thurgau aus der Swiss League ist.

## Karriere
Im Alter von 21 Jahren erlitt Olsson einen schweren Autounfall. Es folgte ein sechsmonatiger Krankenhausaufenthalt. Daraufhin musste Olsson seine Karriere als Torhüter beenden und wurde bereits ungewöhnlich jung Eishockeytrainer.
Nach Abschluss seiner Trainerdiplomen war er zwischen 1998 und 2003 als Assistent oder Headcoach bei verschiedenen schwedischen Teams tätig. 2003 wechselte zu den Adler Mannheim, für die er als Junioren- sowie als Assistenztrainer der ersten Mannschaft an der Bande stand. 2006 kehrte er nach Schweden zu HV71 zurück, wo er eines der besten Ausbildungszentren Europas aufbaute.
2015 wechselte er als Trainer der Elite-Junioren zum HC Davos in die Schweiz. Nach zwei Saisons nahm er das Amt als Assistenztrainer des EHC Biel an. Er war der erste Schwede, der einen National-League-Club assistiert. Zur Saison 2021/22 wurde er vom norwegischen Erstligisten Stjernen Hockey als Cheftrainer verpflichtet.

## Erfolge und Auszeichnungen
- 2001 Meister der Division 2 und Aufstieg in die Hockeyettan mit dem Bäcken HC (als Cheftrainer)
- 2003 Deutscher Nachwuchsmeister mit den Jungadler Mannheim (als Cheftrainer)
- 2005 Deutscher Nachwuchsmeister mit den Jungadler Mannheim (als Cheftrainer)
- 2013 Schwedischer Nachwuchsmeister mit HV71 (als Cheftrainer)
- 2014 Schwedischer Nachwuchsmeister mit HV71 (als Cheftrainer)